# Saffig
Saffig ist eine Ortsgemeinde im Landkreis Mayen-Koblenz in Rheinland-Pfalz. Sie gehört der Verbandsgemeinde Pellenz an, die ihren Verwaltungssitz in Plaidt hat.

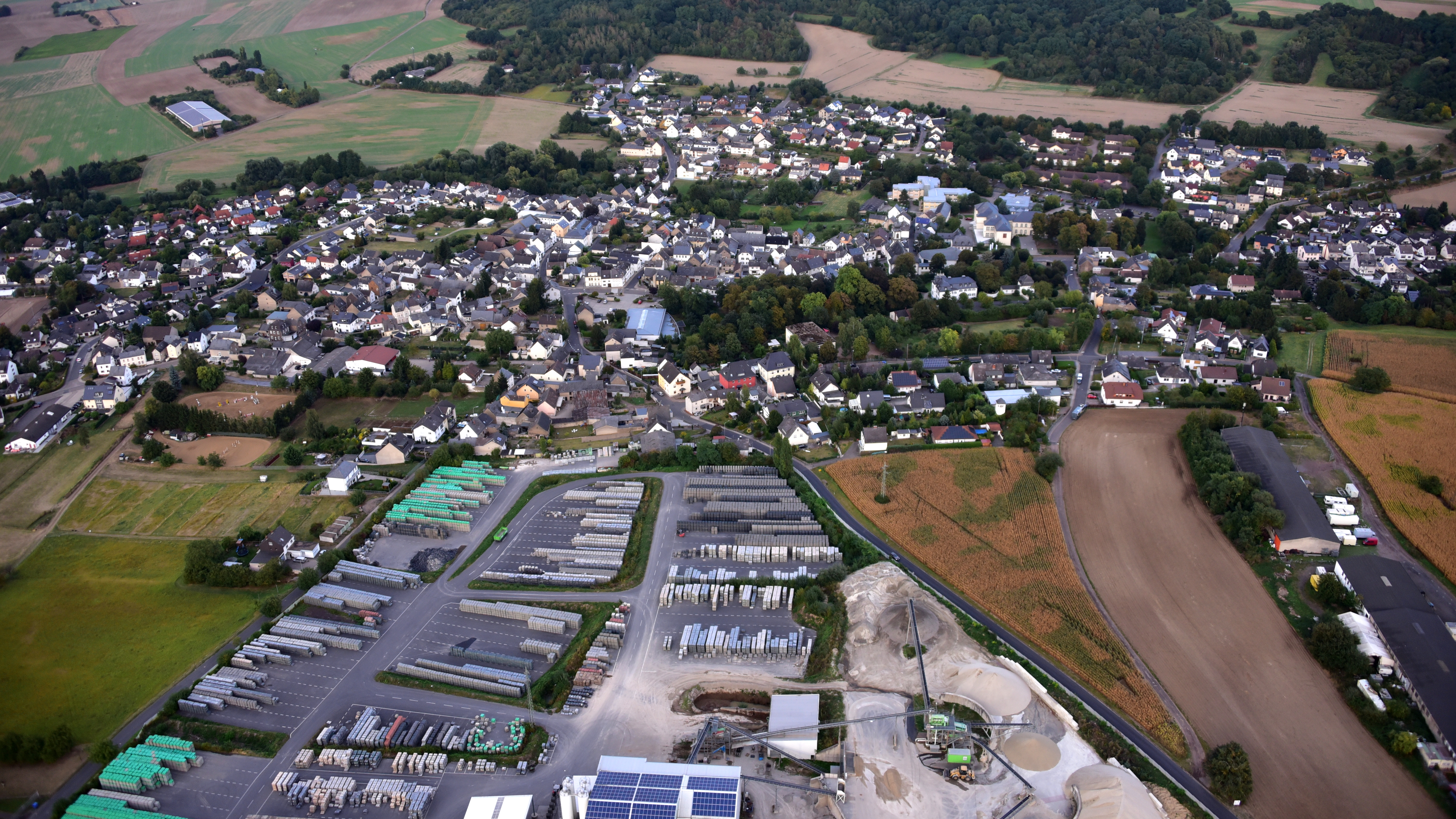
Saffig, Luftaufnahme (2016)

## Geographie
Saffig liegt in der Landschaft Pellenz im linksrheinischen Teil des Neuwieder Beckens.
Durch Saffig fließt die Nette, in diese mündet in der Nähe des Freibades der im Schlosspark entspringende Burbach.

## Geschichte
Die Pellenz im äußersten Osten der Eifel ist ein uraltes Siedlungs- und Kulturgebiet. Erste Spuren des Menschen führen bis in die Altsteinzeit (vor rund 200.000 Jahren) zurück. So entdeckten Forscher auch auf den Wannen sowie den Wannen- und Eiterköpfen bei Saffig alt- und mittelsteinzeitliche Siedlungsplätze. Tierknochen und Steinwerkzeuge beweisen, dass Neandertaler dort das in der Ebene erlegte Wild (u. a. Hirsch, Ren, Pferd, Esel) verwerteten.
Grabfunde deuten auf eine kontinuierliche Besiedlung von der Jüngeren Bronzezeit und Urnenfelderkultur (um 1250–um 750 v. Chr.) über die eisenzeitliche Eifel-Hunsrück-Kultur (um 750–um 500 v. Chr.) bis zur Spätlatènezeit hin.
Der Ortsname „Saffig“ ist nach jüngsten sprachwissenschaftlichen Untersuchungen keltischen Ursprungs und weist möglicherweise auf eine Gewässerstruktur hin. Im Neuwieder Becken lagen die am weitesten nach Osten vorgeschobenen Siedlungen der keltischen Treverer, die in der Zeit des Gallischen Krieges (58–50 v. Chr.) von Caesar unterworfen wurden. Die Römer nutzten die Pellenz zur Ansiedlung landwirtschaftlicher Betriebe sowie als Baustofflieferant (Basalt, Tuff) für zivile und militärische Projekte. So wurden in Saffig verschiedentlich Überreste von Landvillen („villae rusticae“) mit dazugehörigen Wasserleitungen entdeckt. In einem römischen Brandgrab des 2. Jahrhunderts n. Chr. fand man u. a. ein Kultbrot, das damit zu den ältesten Gebäckfunden Deutschlands gezählt werden muss. Aufbewahrt wird diese kulturgeschichtliche Besonderheit im Pellenz-Museum in Nickenich.
Die Bimsindustrie war und ist für die Archäologie in der Pellenz Segen und Fluch zugleich; viele Funde wurden durch sie erst möglich, nicht wenige aber auch zerstört. Ein positives Beispiel ist die Freilegung eines fränkischen Reihengräberfeldes 1980/81. Am Westrand von Saffig war man zufällig auf diesen Friedhof der Merowingerzeit gestoßen. Von ursprünglich wohl einmal 350 Gräbern konnten 250 systematisch untersucht werden. Neben zahlreichen Grabbeigaben (Schmuck, Keramik, Waffen) fand man auch Grabsteine aus Tuff, von denen einige unzweideutig christliche Symbole aufweisen.
Die Größe des Gräberfeldes und der hohe Anteil an Kindergräbern deutet auf eine benachbarte Siedlung hin, deren Tote hier von der zweiten Hälfte des 6. Jahrhunderts bis zum Ende des 7. Jahrhunderts bestattet wurden. Vermutlich rekrutierten sich die Christen dieses Dorfes vor allem aus der romanischen Restbevölkerung. Die frühmittelalterliche Siedlung darf man nahe der Quelle des Burbachs (heute im ehem. Schlosspark) annehmen, eines Zuflusses der Nette. Noch heute befindet sich hier der Ortskern. Die Ausgrabungen erlauben es, die Anfänge einer Saffiger Dorfgemeinschaft um rund 700 Jahre zurück zu datieren, denn urkundlich erwähnt wird die Gemeinde als „Saffge“ erst 1258.
Damals war Saffig bis 1481 als kurkölnisches Lehen in der Hand der Herren von Kempenich. Die Patronatsrechte lagen bis 1725 beim adligen St.-Cäcilien-Stift in Köln. 1725 gelangten sie durch Karl Caspar III. von der Leyen (1655–1739, Regierungszeit 1687–1733) an die Saffiger Pfarrei und damit auch das Patrozinium der römischen Märtyrerin Cäcilia mit der Abgabe des Kirchenzehnten – übrigens das einzige in der Diözese Trier.
Über Peter von Schöneck und Simon Mauchenheimer von Zweibrücken kam die Saffiger Herrschaft schließlich 1481 als Lehen in die Familie von der Leyen. Georg von der Leyen hatte Simons Tochter Eva geheiratet. Bis zum Ende des Alten Reiches blieb fortan die Geschichte des Ortes Saffig aufs Engste mit der des bedeutenden mittelrheinischen Adelsgeschlechtes verbunden. Johannes Butzbach (1477–1516), auch Piemontanus (Miltenberger) genannt, seit 1501 im Kloster der Benediktinerabtei Laach Novize, seit 1507 dort Prior und ein bedeutender Humanist seiner Zeit, erwähnte in seinem „Wanderbüchlein“, wie er im Dezember 1500 auf dem Weg ins Kloster im „Haus des hochedlen Herren Georg von der Leyen“ in Saffig Station machte. Georgs I. Sohn Simon (* 1471) amtierte zu dieser Zeit als 22. Abt in der Abtei Laach (1491–1512). Ebenfalls in diesem Zeitraum kam um 1490 ein Mann namens Peter Breisiger (oder Briesger) in Saffig zur Welt, der später einer der renommiertesten Orgelbauer der Renaissance wurde. Zu seinen wichtigsten Werken zählen Instrumente in Maastricht, Tongern, Koblenz, Andernach sowie die Trierer Domorgel (1537).
Als im Jahr 1703 mit dem Tod des Freiherrn Karl Kasper die Saffiger Linie von der Leyen erlosch, fiel die kurkölnische Herrschaft – neben Hauptsitz in Koblenz – an den älteren gräflichen Zweig. Saffig wurde nun zu einer repräsentativen Dependance (Niederlassung) ausgebaut. Im Mittelpunkt standen das Grafenschloss und die 1739–1742 nach Plänen Balthasar Neumanns von seinem Schüler Johannes Seiz erbaute Kirche. Franz-Karl von der Leyen (1736–1775) verlegte 1773 seine Residenz nach Blieskastel im heutigen Saarland, womit Saffig seinen Residenzstatus verlor. Für das Dorf war der Verlust der Residenz und damit des Arbeitsplatzes der vielen an die Residenz gebundenen Handwerker eine Katastrophe.
Nach Annexion der linksrheinischen Gebiete durch Frankreich im Ersten Koalitionskrieg (1792–1797) wurde der von Napoléon Bonaparte 1806 in den Fürstenstand erhobene Philipp von der Leyen rechtsrheinisch entschädigt und Mitglied des Rheinbundes. Saffig erhielt den Status einer „Mairie“ im Kanton Andernach, zu der die Nachbargemeinden Plaidt, Kruft und Kretz gehörten.
Die lokale Organisation der Barmherzigen Brüder besteht seit 1869. Die preußische Verwaltung machte die Gemeinde Saffig zu einem Teil der Bürgermeisterei Andernach. Seit 1992 gehört die Ortsgemeinde Saffig der Verbandsgemeinde Pellenz (bis 31. Dezember 1991 Verbandsgemeinde Andernach-Land) an.
Bevölkerungsentwicklung
Die Entwicklung der Einwohnerzahl von Saffig, die Werte von 1871 bis 1987 beruhen auf Volkszählungen:
| Jahr | Einwohner |
| ---- | --------- |
| 1815 | 479       |
| 1835 | 772       |
| 1871 | 847       |
| 1905 | 1.182     |
| 1939 | 1.306     |
| 1950 | 1.528     |
| 1961 | 1.983     |

| Jahr | Einwohner |
| ---- | --------- |
| 1970 | 2.121     |
| 1987 | 1.944     |
| 1997 | 2.164     |
| 2005 | 2.162     |
| 2011 | 2.213     |
| 2017 | 2.176     |
| 2023 | 2.218     |

## Politik

### Gemeinderat
Der Gemeinderat in Saffig besteht aus 16 Ratsmitgliedern, die bei der Kommunalwahl am 9. Juni 2024 in einer personalisierten Verhältniswahl gewählt wurden, und der ehrenamtlichen Ortsbürgermeisterin als Vorsitzender.
Die Sitzverteilung im Gemeinderat:
| Wahl | SPD | CDU | FWG | Gesamt   |
| ---- | --- | --- | --- | -------- |
| 2024 | –   | 6   | 10  | 16 Sitze |
| 2019 | –   | 9   | 7   | 16 Sitze |
| 2014 | –   | 9   | 7   | 16 Sitze |
| 2009 | –   | 9   | 7   | 16 Sitze |
| 2004 | 2   | 9   | 5   | 16 Sitze |

### Bürgermeisterin
Simone Röttgen (FWG) wurde am 8. Juli 2024 Ortsbürgermeisterin von Saffig. Bei der Direktwahl am 9. Juni 2024 hatte sie sich mit einem Stimmenanteil von 64,3 % gegen einen Mitbewerber durchgesetzt.
Röttgens Vorgänger Dirk Rohm (CDU) hatte das Amt mehr als zehn Jahre inne und entschied sich vor der Wahl 2024, nicht mehr für eine erneute Kandidatur zur Verfügung zu stehen.
Beigeordnete:
- René Burgard (Erster Beigeordneter)
- Björn Bunse  (Beigeordneter)

### Wappen
| Wappen von Saffig | Blasonierung: „In Blau eine gekürzte, eingeschweifte, silberne Spitze, darin ein wachsender roter Vulkangipfel mit schwarzem Rauch, vorne balkenweise drei sich verjüngende silberne Orgelpfeifen, hinten ein leicht geneigter silberner Palmenzweig.“ |
| Wappen von Saffig | Wappenbegründung: Der rote Vulkankegel mit der schwarzen Rauchwolke in der Spitze im Schildfuß verweist auf die ehemaligen Vulkane der Vulkaneifel, die in Saffig durch Lava und Bims Landschaft wie örtliche Industrie als Haupterwerbszweig prägte, die silbernen Orgelpfeifen und der silberne Palmzweig sind einem alten Schöffensiegel von 1784 entnommen, das die hl. Cäcilia als Patronin der Pfarrkirche von Saffig darstellt, in der rechten Hand trägt sie eine Orgel als Symbol der Kirchenmusik, in der linken einen Palmzweig als Zeichen ihres Märtyrertodes. |

## Bauwerke

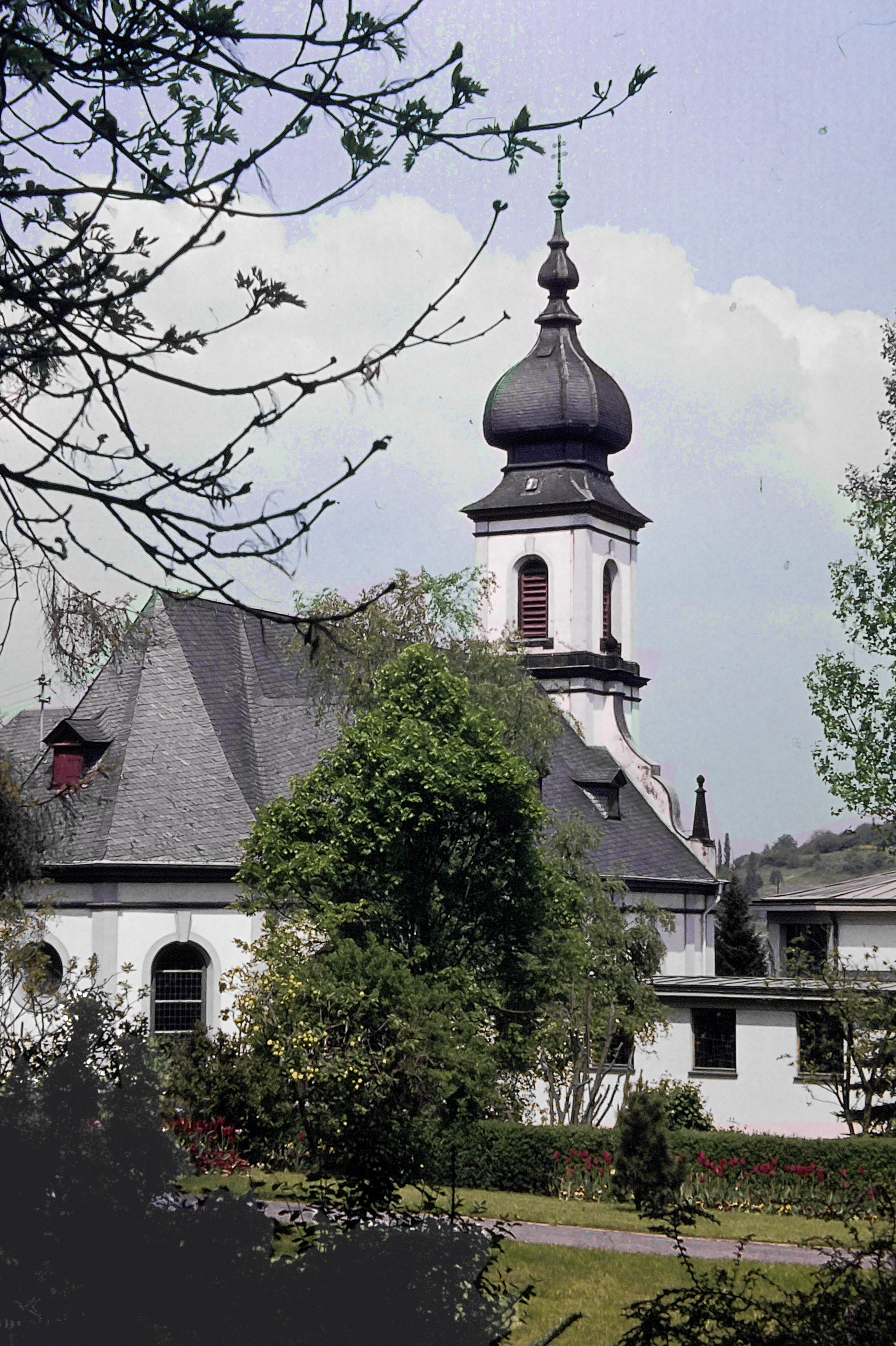
Pfarrkirche St. Cäcilia

- Die katholische Pfarrkirche St. Cäcilia entstammt den Plänen des berühmten Barockbaumeister Balthasar Neumann (1739–1742) und seines Schülers Johannes Seiz. Bauherren waren der Ortsherr Carl Caspar IV. Franz von der Leyen, der 1711 in den Reichsgrafenstand erhoben wurde, und seine Gemahlin Maria Sophie geborene von Schönborn-Reigelsberg, eine Schwester des damaligen Erzbischofs und Kurfürsten von Trier Franz Georg von Schönborn.

Die Kirche besteht aus einem innen 24 Meter langen und 9 Meter breiten dreijochigen Langhaus, dem daran im Südwesten anschließenden 8 Meter breiten Chor mit beidseitigen Anbauten, im Unterschoss als Sakristei, im Obergeschoss als Oratorien, und dem Glockenturm mit geschwungener Haube im Nordosten. Im 20. Jahrhundert war die Kirche zunächst umgestaltet worden, doch Pfarrer Max Langen gelang es, Altäre, Kommunionbank, Kanzel und anderes aus der näheren und weiteren Umgebung zu beschaffen und den barocken Glanz des Gotteshauses wiederherzustellen.
Aus der frühen Zeit der Kirche oder aus dem Vorgängerbau ist jedoch einiges an Ausstattung erhalten, unter anderem der kelchförmige Taufstein aus Basaltlava mit Kupferdeckel von 1703. Noch älter ist ein plastischer Christuskopf an der rechten Seitenwand. Es ist ein aus Holz geschnitzter „Ecce homo“ aus der Zeit um 1500, ein Bild des leidenden Christus nach der Geißelung und Dornenkrönung. Ob er auch aus der Vorgängerkirche stammt oder vielleicht 1742 zur Weihe der neuen Kirche geschenkt wurde, ist nicht bekannt.
- Synagoge Saffig – ehemaliges jüdisches Gotteshaus, 1858 nach dem Entwurf eines unbekannten Architekten gebaut. Am 10. November 1938 zerstörte ein SA-Trupp die Inneneinrichtung des Bethauses und 1942 wurden die letzten jüdischen Bürger Saffigs deportiert und ermordet. Seit Abschluss der Restaurierung im Jahr 1991 ist die Synagoge Mahnmal und Begegnungsstätte.[11]
- Niederlassung Barmherzige Brüder Saffig (Brüderkrankenhaus)
- Begegnungsstätte mit Grill (Grillhütte), ca. 800 m außerhalb
- Von-der-Leyen-Halle – neu erbaute Mehrzweckhalle
- Schloss und Schlosspark Saffig

Siehe auch: Liste der Kulturdenkmäler in Saffig

## Wirtschaft und Infrastruktur

### Industrie
In der zweiten Hälfte des 19. Jahrhunderts wurde die Bau-Steine-Erden-Industrie zum bestimmenden Wirtschaftsfaktor in der Region. Aus der vorindustriellen „Rauschermühle“ an der Nette, einer Ölmühle, wurde eines der ersten Elektrizitätswerke im heutigen nördlichen Rheinland-Pfalz (1911/12) und schließlich die heutige Betriebsverwaltung sowie das Ausbildungszentrum der Westnetz GmbH.
Die Folgen des Niedergangs der nach dem Zweiten Weltkrieg einsetzenden Bimsindustrie mit bis zu 30 Betrieben ab den 1960er Jahren konnten in Saffig aber auch durch den Ausbau der Psychiatrischen Klinik gemildert werden. Seit 1869 nimmt sich die vom seligen Peter Friedhofen (1819–1860) gegründete Kongregation der „Barmherzige Brüder von Maria Hilf“ (BBT-Gruppe) behinderter Menschen an.

### Verkehr
Über die Landesstraße 123 aus Richtung Plaidt besteht eine Anbindung an die A 61 (Anschlussstelle Plaidt). Die A 48 lässt sich über den Nachbarort Ochtendung erreichen. In Richtung Bassenheim liegt der noch immer genutzte Hubschrauberlandeplatz Heliport. Eine für Güterverkehr genutzte Stichstrecke der Eifelquerbahn zwischen Plaidt und Saffig wurde 2006 rückgebaut.

## In Saffig geboren
- Peter Breisiger (oder Briesger; 1490–nach 1542), renommierter Orgelbauer der Renaissance. Werke u. a. Maastricht, Koblenz und Trier.
- Wolfgang Oehms (1932–1993), Domorganist in Trier
- Jürgen Zäck (* 1965), Triathlet u. a. Sieger bei der Ironman-Europameisterschaft
- Johann VI. von der Leyen (1510–1567), Erzbischof und Kurfürst von Trier
- Simon von der Leyen (1471–1512), 22. Abt der Abtei Maria Laach
- Max Burret (1883–1964), deutscher Botaniker